# Cancer cytopathology
Cancer cytopathology is een internationaal, aan collegiale toetsing onderworpen wetenschappelijk tijdschrift op het gebied van de oncologie. De naam wordt in literatuurverwijzingen meestal afgekort tot Cancer Cytopathol. Het wordt uitgegeven door John Wiley & Sons namens de American Cancer Society.